# Некрасовский переулок
Некрасовский переулок — переулок в центральной исторической части города Таганрога (Ростовская область).

## География
Расположен между улицей Шмидта и 3-й Надгорной улицей. Пересекает площадь Маяковского и улицу Энгельса, улицу Карла Либкнехта, улицу Чехова, Александровскую улицу, улицу Фрунзе, Петровскую улицу, Греческую улицу. Протяжённость 1350 м. Нумерация домов ведётся от Греческой улицы.

## История
Первоначально именовался как Первый поперечный переулок, затем — Дворцовый переулок. В 1923 году был переименован в честь известного российского поэта Николая Некрасова. Примечательно, что писатель не был связан с Таганрогом никоим образом.

## В Некрасовском переулке расположены
- Дворец Александра I — Некрасовский, 10.
- Общежитие № 4 ИТА ЮФУ — Некрасовский, 17.
- Средняя школа № 8 — Некрасовский, 71.
- Корпус «Г» ИТА ЮФУ (левое крыло) — Некрасовский, 42.
- Корпус «Д» ИТА ЮФУ — Некрасовский, 44.

## Памятники
- Бюст Анатолия Ломакина (скульптор — Н. А. Селиванов) — в сквере перед школой № 8[1].